# نينجا: ظل الدموع (فلم)
نينجا: ظل الدموع (بالإنجليزية: Ninja: Shadow of a Tear) هو فيلم حركة تم إنتاجه في الولايات المتحدة وصدر سنة 2013 بطولة سكوت أدكنز وهو الجزء الثاني من سلسلة أفلام «نينجا».

## القصة
محاربة الجميع، وعدم الثقة بأي شخص أصبحت شيفرة البقاء حيًا بالنسبة لـ(كيسي)، بعد ما مر به من أهوال جعلته يتوعد بالانتقام، ويخدع القتلة خلسة من أوساكا إلى بانكوك مرورا برانجون، بفضل مهاراته الكثيرة والمدربة، والتي استطاع تطويرها لاحقًا في مستوى جديد من المعركة، حتى أصبح في النهاية يستحق لقب محارب نينجا عن جدارة.

## وصلات خارجية
- مقالات تستعمل روابط فنية بلا صلة مع ويكي بيانات

نينجا: ظل الدموع على IMDb
نينجا: ظل الدموع على Rotten Tomatos
لا توجد روابط لمواقع التواصل الاجتماعي.